# Henk ten Cate
Henk ten Cate (n. 9 decembrie 1954, Amsterdam, Țările de Jos) este un antrenor de fotbal neerlandez și fost fotbalist.

## Statistici de club
| Sezon   | Club              | Competiția     | Meciuri | Goluri |
| ------- | ----------------- | -------------- | ------- | ------ |
| 1979/80 | Go Ahead Eagles   | Eredivisie     | 27      | 4      |
| 1980    | Edmonton Drillers | NASL           | 21      | 5      |
| 1980/81 | Go Ahead Eagles   | Eredivisie     | 19      | 3      |
| 1981/82 | Go Ahead Eagles   | Eredivisie     | 1       | 0      |
| 1981/82 | Telstar           | Eerste Divisie | 30      | 7      |
| 1982/83 | Go Ahead Eagles   | Eredivisie     | 31      | 10     |
| 1983/84 | Go Ahead Eagles   | Eredivisie     | 24      | 2      |
| 1984/85 | Go Ahead Eagles   | Eredivisie     | 30      | 2      |
| 1985/86 | SC Heracles       | Eredivisie     | 19      | 1      |
| Total   | Total             | Total          | 202     | 34     |

## Palmares

### Antrenor
MTK Budapest
- Cupa Ungariei: 1999–2000

AFC Ajax
- KNVB Cup: 2005–06, 2006–07
- Johan Cruijff Shield: 2006–07